# 90-talet f.Kr.

## Händelser
- 91–88 f.Kr. – Bundsförvantskriget (bellum sociale) utkämpas mellan Rom och dess italiska bundsförvanter.[1]

## Födda
- 99 f.Kr. – Lucretius, romersk filosof och författare till Om tingens natur (född omkring detta år).

## Avlidna
- 90 f.Kr. – Publius Rutilius Lupus, romersk konsul.
- 90 f.Kr. – Sima Qian, kinesisk historiker och kejserlig rikshistoriograf.